# Bad Radkersburg
Bad Radkersburg é uma cidade da Áustria, situada no distrito de Südoststeiermark, no estado da Estíria. Tem 30 km² de área e sua população em 2019 foi estimada em 3.154 habitantes.